# Queens Park Rangers F.C.
Queens Park Rangers F.C. (poznat i kao QPR, Rangers ili The Hoops) engleski je nogometni klub iz četvrti Shepherd's Bush na zapadu Londona. Klub je u sezoni 2010./11. osvojio englesku drugu ligu te se time direktno kvalificirao u Premier ligu, prvi puta nakon 15 godina. Od ostalih klupskih uspjeha tu su osvajanje Liga kupa 1967., nastup u finalu FA kupa 1982. te drugo mjesto u staroj Prvoj diviziji.
Queens Park Rangers F.C. je osnovan 1882. te su tradicionalne boje kluba plava i bijela. U prvim godinama postojanja, prije nego što se klub ustoličio na Loftus Roadu, QPR je nastupao na mnogim različitim terenima. Budući da je nogometna momčad iz zapadnog Londona, njihovi lokalni rivali su Chelsea, Fulham i Brentford a njihove utakmice su poznate pod nazivom Zapadno londonski derbiji. Izvan grada, QPR dijeli tradicionalni rivalitet s Watfordom, Lutonom i Cardiffom iako su oni u proteklih nekoliko godina izgubili na intenzitetu.

## Povijest
Tehnički, klub je osnovan 1886. godine kada je došlo do spajanja klubova Christchurch Rangers (osnovan 1882.) i St Jude's (osnovan 1884.). Nazvan je Queens Park Rangers zato što je većina igrača dolazila iz istoimene londonske četvrti na sjeverozapadu grada. Klub je postao profesionalan 1889. te je do 1917. godine (i preseljenja na Loftus Road) koristio čak 20 različitih stadiona koje je koristio kao domaći teren. To je do danas ostao ligaški rekord. Iznimka su bila jedino razdoblja od 1931. do 1933. te sezona 1962./63. kada je kao stadion korišten White City Stadium.
Prvi veći i značajniji rezultat klub ostvaruje u sezoni 1966./67. osvajanjem Liga kupa pobijedivši West Bromwich Albion. Iako je na poluvremenu gubio s 2:0, klub je u nastavku uspio izjednačiti i u konačnici pobijediti. Samo finale igrano je na mitskom Wembleyju, po prvi puta u povijesti. Nakon tog uspjeha, klub je 1968. uspio ostvariti plasman u prvu ligu, međutim, ispao je već nakon jedne sezone.
1982. momčad stiže do finala FA Kupa u kojem je bolji bio Tottenham Hotspur a godinu potom osvajaju i drugu ligu čime se vraćaju u viši rang. Klub je tada vodio Terry Venables koji je s bijelo plavima uspio ostvariti respektabilno peto mjesto te plasman u kvalifikacije za Kup UEFA. Samome menadžeru taj uspjeh (ali i preporuka Bobbyja Robsona) omogućili su mu mjesto trenera u katalonskoj Barceloni.
Kao novi predsjednik kluba, 1988. je imenovan Richard Thompson koji je s 24 godine postao najmlađi predsjednik u Premier ligi. Te sezone klub je ponovo osvojio peto mjesto, međutim, izostali su nastupi u Europi kao posljedica sankcija prema engleskim klubovima nakon Heyselske tragedije.
U ljeto 1991. godine, novim menadžerom kluba imenovan je Gerry Francis, ključni igrač QPR-a tijekom 1970-ih. Bio je trener do 11. studenog 1994. te je pritom vodio momčad u 158 utakmica pri čemu je ostvario skor od 58 pobjeda, 47 remija i 53 poraza. Pod njegovim vodstvom klub je ostvario i jednu od najvećih pobjeda u svojoj povijesti. Naime, 1. siječnja 1992. poražen je Manchester United s visokih 4:1 i to na svojem Old Traffordu. Nakon tri godine vođenja, Francis daje ostavku te prelazi u Tottenham dok klub u ulozi igrača-trenera preuzima Ray Wilkins. Klub je tada ostvario osmo mjesto u Premiershipu dok je u srpnju 1995. najbolji QPR-ov strijelac Les Ferdinand prodan Newcastleu za rekordnih šest milijuna finti.
Sam Gerry Francis vraća se u klub na mjesto trenera 16. listopada 1998., međutim, tijekom sezone 2000./01. klub ostvaruje loše rezultate dok Francis gubi posao. U konačnici to je dovelo do katastrofe u kojoj QPR kao predzadnji u drugoj ligi ispada u niži rang.
Povratak u Premier ligu momčad je ostvarila tek 30. travnja 2011. kada je osvojen Championship poslije pobjede nad Watfordom s 2:0. Klub je do tog uspjeha vodio Neil Warnock, međutim njega je predsjednik i većinski vlasnik kluba Tony Fernandes smijenio u siječnju 2012. te je doveo Marka Hughesa, svega 36 sati nakon smjene Warnocka. Novi trener uspio je zadržati klub u Premier ligi sa svega bodom više od Boltona koji je ispao u niži rang te unatoč dramatičnom porazu od 3:2 protiv Manchester Cityja u zadnjem kolu prvenstva. Ipak, momčad je u novoj sezoni (2012./13.) ispala u drugu ligu kao posljednja na tablici s katastrofalnim skorom od svega četiri pobjede i 25 bodova u 38 utakmica.
QPR je u Championshipu uspio ostvariti četvrto mjesto te je u dodatnim kvalifikacijama za povratak u Premier ligu uspio pobijediti Wigan a u konačnici i Derby County. U finalnom susretu protiv Derbyja igranom na novom Wembleyju, bijelo-plavi su pobijedili s 1:0, pogotkom Zamore u samoj završnici susreta. U pobjedi je sudjelovao i hrvatski reprezentativac Niko Kranjčar koji je nažalost zbog ozljede izašao iz igre u 31. minuti.

## Stadion
Domaći stadion QPR-a je Loftus Road, međutim sam klub je u svojoj povijesti promijenio mnogo terena čime i danas drži rekord u engleskom nogometu. Tako je QPR do danas nastupao na sljedećim stadionima:
| - Welford's Fields (1886. – 1888.) - teren London Scottisha (1888. – 1889.) - Brondesbury (1888. – 1889.) - Home Farm (1888. – 1889.) - Kensal Green (1888. – 1889.) - Gun Club (1888. – 1889.) - Wormwood Scrubs (1888. – 1889.) - teren Kilburn Cricketa (1888. – 1889.) - teren Kensal Rise Athletica (1899. – 1901.) |  | - Latimer Road/St Quintin Avenue (1901. – 1902.) - teren Kensal Rise Athletica (1902. – 1904.) - tereni Kraljevskog agrokulturalnog društva (1904. – 1907.) - teren Park Royala (1907. – 1917.) - Loftus Road (1917. – 1931.) - White City Stadium (1931. – 1933.) - Loftus Road (1933. – 1962.) - White City Stadium (1962. – 1963.) - Loftus Road (1963. - danas) |

2018. godine klub se namjerava preseliti na novi Queens Park Stadium koji će imati kapacitet od 40.000 mjesta te će se nalaziti u sjevernozapadnoj londonskoj četvrti Old Oak Common.

## Vlasništvo
Nakon godina financijskih teškoća, klub su u kolovozu 2007. godine kupili Bernie Ecclestone i Flavio Briatore, jedni od čelnih ljudi Formule 1. Iznos njihovog ulaganja u QPR iznosio je 14 milijuna funti. Međutim, već 20. prosinca iste godine objavljeno je kako je indijski čelićni magnat Lakshmi Mittal (odnosno obitelj Mittal) otkupio 20% udjela od Briatorea. Tada je Mittalov zet Amit Bhatia postao član upravnog odbora kluba. Tako je QPR spašen od financijske propasti te se s obzirom na bogatstvo obitelji Mittal pretpostavljalo da će se u njega značajno ulagati kao u susjednom Fulhamu i Chelseaju. Međutim, novi vlasnici kluba nisu dovodili u QPR značajne igrače kao što je to primjerice radio Roman Abramovič nakon što je preuzeo Chelsea.
18. kolovoza 2011. malezijski biznismen Tony Fernandes postaje većinski vlasnik kluba nakon preuzimanja 66% dionica od Ecclestonea za 35 milijuna funti. S druge strane, obitelj Mittal je zadržala svojih 33% udjela.

## QPR u popularnoj kulturi
- u engleskoj humorističnoj seriji Šljam, jedan od glavnih likova Eddie Hitler (glumio ga Adrian Edmondson) je navijač QPR-a.
- u BBC-evom sitcomu Moja obitelj, glava obitelji Ben Harper (glumio ga Robert Lindsay) također je navijač QPR-a.
- sam klub ima navijače među poznatima a posebice među glazbenicima kao što su: Alan Wilder (Depeche Mode), Ian Gillan (Deep Purple), Mick Jones (The Clash), Glen Matlock (Sex Pistols), Robert Smith (The Cure), Pete Doherty (The Libertines i Babyshambles) i Phil Collins.
- 2012. godine Mat Hodgson je objavio dokumentarni film "Četverogodišnji plan" koji prikazuje klub od 2007. kada su ga preuzeli Briatore i Ecclestone pa do danas, odnosno do 2012.

## Osvojeni trofeji
| Trofeji             | Sezona / godina |
| ------------------- | --------------- |
| Engleska druga liga | 1982./83.       |
| Engleska druga liga | 2010./11.       |
| Engleska treća liga | 1947./48.       |
| Engleska treća liga | 1966./67.       |
| Engleski Liga kup   | 1967.           |

## Klupski rekordi
| Rekord                                       | Rezultat                                                  |
| -------------------------------------------- | --------------------------------------------------------- |
| Najviše gledatelja                           | 35.353 (27. travnja 1974. protiv Leeds Uniteda)           |
| Najveća pobjeda (općenito)                   | 13:0 (18. srpnja 2011. protiv Tavistocka)                 |
| Najveća prvenstvena pobjeda                  | 9:2 (3. prosinca 1960. protiv Tranmere Roversa)           |
| Najveći prvenstveni poraz                    | 1:8 (19. ožujka 1969. protiv Manchester Uniteda)          |
| Igrač s najviše prvenstvenih nastupa         | Tony Ingham (519)                                         |
| Najmlađi igrač                               | Frank Sibley (15 godina i 275 dana)                       |
| Najstariji igrač                             | Ray Wilkins (39 godina i 352 dana)                        |
| Igrač s najviše golova u sezoni              | Rodney Marsh (44 golova tijekom sezone 1966./67.)         |
| Igrač s najviše prvenstvenih golova u sezoni | George Goddard (37 golova tijekom sezone 1929./30.)       |
| Najskuplji dovedeni igrač                    | Christopher Samba (12,5 milijuna funti iz Anži Mahačkale) |
| Najskuplje prodani igrač                     | Christopher Samba (12 milijuna funti u Anži Mahačkalu)    |

## Sponzori
U donjoj tablici su navedeni dobavljači sportske opreme za Queens Park Rangers kao i službeni sponzori kluba čije je ime bilo na majicama QPR-a:
| Godina                   | Dobavljač opreme | Sponzor kluba     |
| ------------------------ | ---------------- | ----------------- |
| 1974. – 1975.            | Admiral          | nitko             |
| 1975. – 1976.            | Umbro            | nitko             |
| 1976. – 1983.            | Adidas           | nitko             |
| 1983. – 1986.            | Adidas           | Guinness          |
| 1986. – 1987.            | Adidas           | Blue*Star         |
| 1987. – 1989.            | Adidas           | Holland i Fly KLM |
| 1989. – 1990.            | Influence        | Holland i Fly KLM |
| kolovoz - prosinac 1990. | Influence        | Influence Leisure |
| prosinac 1990. – 1991.   | Influence        | Holland i Fly KLM |
| 1991. – 1992.            | Brooks           | Brooks            |
| 1992. – 1993.            | Clubhouse        | Classic FM        |
| 1993. – 1994.            | Clubhouse        | CSF               |
| 1994. – 1995.            | Clubhouse        | Compaq            |
| 1995. – 1996.            | View Form        | Compaq            |
| 1996. – 1997.            | View Form        | Ericsson          |
| 1997. – 2001.            | Le Coq Sportif   | Ericsson          |
| 2001. – 2003.            | Le Coq Sportif   | JD Sports         |
| 2003. – 2006.            | Le Coq Sportif   | Binatone          |
| 2006. – 2008.            | Le Coq Sportif   | Cargiant.co.uk    |
| 2008. – 2011.            | Lotto            | GulfAir.com       |
| 2011. – 2012.            | Lotto            | Malaysia Airlines |
| 2012. – 2014.            | Lotto            | AirAsia           |
| 2014. - danas            | Nike             | AirAsia           |

## Vanjske poveznice
- Službena web stranica kluba